# Senador Pompeu
Senador Pompeu is een gemeente in de Braziliaanse deelstaat Ceará. De gemeente telt 25.263 inwoners (schatting 2009).
De gemeente grenst aan Quixeramobim, Milhã, Deputado Irapuan Pinheiro, Piquet Carneiro, Mombaça en Pedra Branca.